# Inclusion Handicap
Inclusion Handicap ist der politische Dachverband der Behindertenorganisationen der Schweiz und setzt sich für die Gleichberechtigung und Chancengleichheit von Menschen mit Behinderungen in der Schule und Ausbildung, im Beruf und ganz allgemein in der Gesellschaft ein.

## Geschichte
Aufgrund der Ergebnisse einer Arbeitsgruppe von Pro Infirmis wurde 1951 die Schweizerische Arbeitsgemeinschaft zur Eingliederung Behinderter (SAEB) gegründet als Dachverband der Behindertenorganisationen und der mit beruflicher Eingliederung befassten Behörden. Ab der 2000er Jahre wird der Tätigkeitsbereich ausgeweitet und im Jahr 2014 wird deshalb aus der SAEB der Dachverband der öffentlich-rechtlichen und privaten Behindertenorganisationen der Schweiz, Inclusion Handicap.

## Ziele
«Wir wollen Inklusion!» ist die Vision des Verbandes. Alle Menschen nehmen gleichberechtigt am sozialen Leben teil und sorgen für Vielfalt. Inklusion in allen Lebensbereichen ermöglicht Menschen mit Behinderungen ein selbstbestimmtes Leben ohne gesellschaftliche Barrieren zu führen. Bei jedem Menschen wird der Fokus auf sein Potenzial und seine Stärken gelegt. Menschen mit und Menschen ohne Behinderungen gestalten die Gesellschaft gemeinsam.
Inclusion Handicap engagiert sich für eine nationale Behindertenpolitik, die diesem Grundsatz gerecht wird und auf allen Ebenen des Gemeinwesens die Verpflichtungen der UNO-Behindertenrechtskonvention umsetzt.
Gemäss UNO-Behindertenrechtskonvention (UNO-BRK) und schweizerischem Behindertengleichstellungsrecht zählen zu den Menschen mit Behinderungen Personen, die langfristige körperliche, psychischen, geistige oder Sinnesbeeinträchtigungen haben, welche sie in Wechselwirkung mit verschiedenen Barrieren an der vollen, wirksamen und gleichberechtigten Teilhabe an der Gesellschaft hindern können. Dies betrifft z.B. die Möglichkeit,
- alltägliche Verrichtungen vorzunehmen,
- soziale Kontakte zu pflegen,
- sich fortzubewegen,
- sich aus- und fortzubilden,
- eine Erwerbstätigkeit auszuüben.

Unterschiedliche Beeinträchtigungen führen auch zu unterschiedlichen Bedürfnissen an eine inklusive Gesellschaft.

## Organisation
Der Hauptsitz ist Bern, weitere Geschäftsstellen befinden sich in Lausanne und Zürich. Mitglieder sind 22 Verbände, dazu gibt es 13 Solidarmitglieder. Maya Graf und Verena Kuonen bilden das Co-Präsidium. Das Präsidium hat 9 weitere Mitglieder.
Die Arbeit erfolgt in vier Arbeitsgruppen:
- UNO-Behindertenrechtskonvention / Nationale Behindertenpolitik
- Sozialversicherungen
- Bildung und Arbeit
- Assistenz